# Бёме (город)
Бёме (нем. Böhme) — община в Германии, в земле Нижняя Саксония.
Входит в состав района Зольтау-Фаллингбостель. Подчиняется управлению Ретем/Аллер. Население составляет 916 человек (на 31 декабря 2010 года). Занимает площадь 36,99 км².
Коммуна подразделяется на 4 сельских округа.